# Billardiera sericea
Billardiera sericea är en tvåhjärtbladig växtart som först beskrevs av Porphir Kiril Nicolai Stepanowitsch Turczaninow, och fick sitt nu gällande namn av E. Bennett. Billardiera sericea ingår i släktet Billardiera och familjen Pittosporaceae. Inga underarter finns listade.